# Parapsilocephala facifrons
Parapsilocephala facifrons är en tvåvingeart som först beskrevs av Frey 1934.  Parapsilocephala facifrons ingår i släktet Parapsilocephala och familjen stilettflugor. Inga underarter finns listade i Catalogue of Life.